# IKEA
IKEA (albo Ikea) –  przedsiębiorstwo z siedzibą w Holandii, zajmujące się produkcją oraz sprzedażą mebli, a także artykułów dekoracyjnych, założone przez Ingvara Kamprada w 1943 roku w Szwecji. Nazwa jest akronimem od wyrazów: Ingvar, Kamprad, Elmataryd, Agunnaryd.
Do 1967 roku firma używała zapisu Ikéa. Od 2008 roku jest jednym z największych sprzedawców mebli na świecie.

## Historia

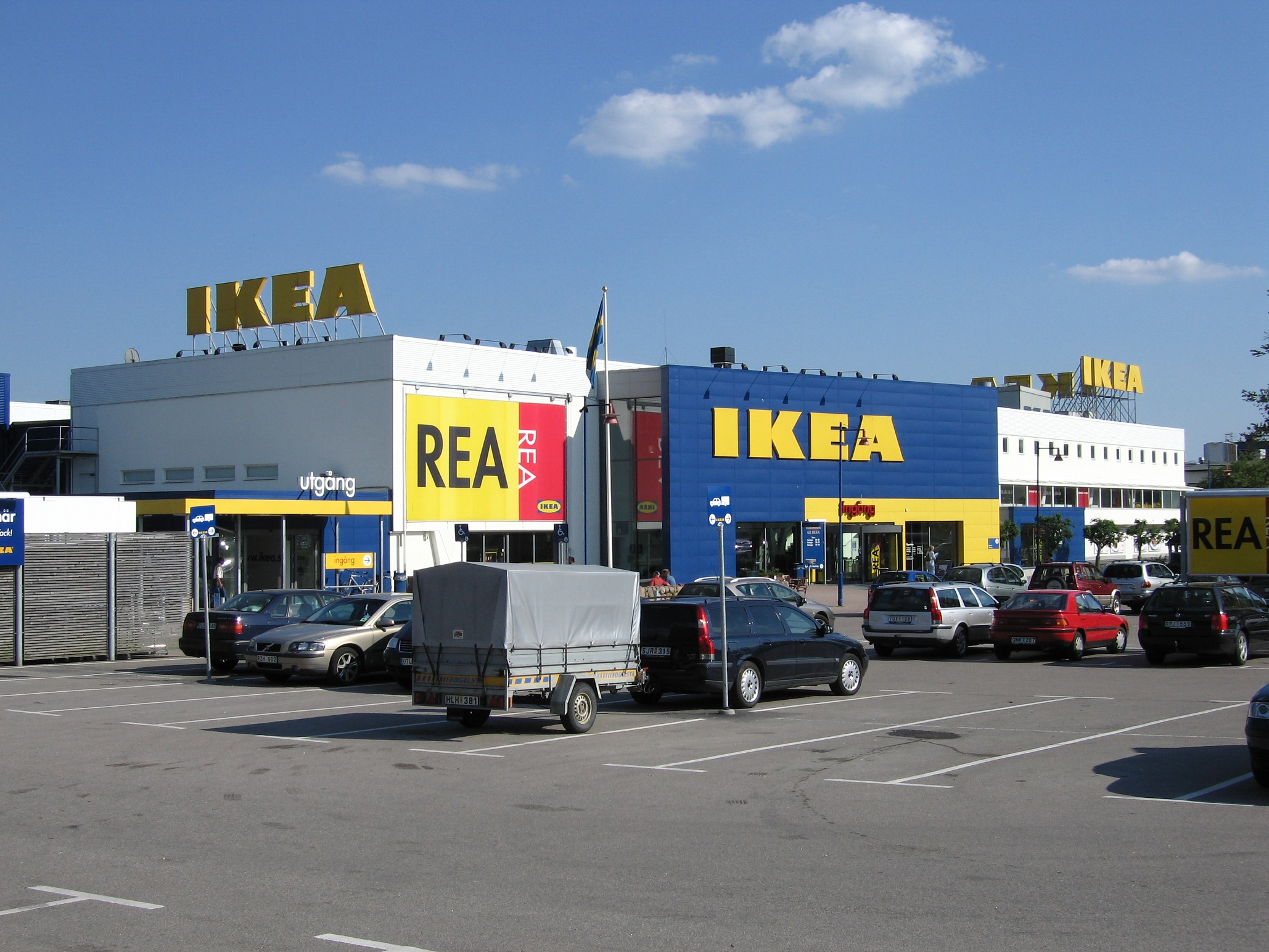
Pierwszy, nieistniejący już sklep IKEA, Älmhult, Szwecja. Zamiast niego powstało IKEA Museum

W pierwszych latach funkcjonowania, przedsiębiorstwo prowadziło sprzedaż wysyłkową swoich produktów. Dopiero w 1953 r. otwarto pierwszy stacjonarny salon meblowy.

## Struktura organizacyjna
Wszystkie spółki tworzące grupę IKEA, należą do holenderskiego koncernu INGKA Holding, którego właścicielem jest fundacja Stichting INGKA, utworzona w 1982 r. przez Kamprada z przyczyn podatkowych w Holandii.
Polska jest drugim po Chinach największym producentem mebli sprzedawanych w sklepach IKEA na świecie. IKEA współpracuje z Ikano Bankiem.

### IKEA Industry Group
IKEA jest właścicielem tartaku oraz grupy przemysłowej IKEA Industry (produkcja drewnianych mebli i komponentów).

### BoKlok
BoKlok to firma Ikei i Skanska. Firma zbudowała ponad 11 tys. tanich domów w Finlandii, Szwecji, Norwegii. Obecnie ma budować w Wielkiej Brytanii. To domy z prefabrykatów – są one budowane w fabryce, a potem montowane w odpowiedniej lokalizacji. W Wielkiej Brytanii miesięczny czynsz ma wynosić ok. jedną trzecią miesięcznych zarobków, co ma czynić ofertę najmu najtańszą na rynku.

## Rynki
W sierpniu 2019 roku IKEA posiadała 430 sklepów w 52 krajach świata.
Daty pierwszych otwarć sklepów w poszczególnych państwach:
| - 1958 Szwecja - 1963 Norwegia - 1969 Dania - 1973 Szwajcaria - 1974 RFN - 1975 Kanada - 1975 Australia - 1976 Hongkong - 1977 Austria - 1978 Holandia - 1978 Singapur - 1980 Hiszpania |  | - 1981 Francja - 1981 Islandia - 1983 Arabia Saudyjska - 1984 Belgia - 1984 Kuwejt - 1985 Stany Zjednoczone - 1987 Wielka Brytania - 1989 Włochy - 1990 Węgry - 1990 Polska - 1991 Czechy jako Czechosłowacja - 1991 Zjednoczone Emiraty Arabskie |  | - 1992 Słowacja jako Czechosłowacja - 1994 Tajwan - 1996 Finlandia - 1996 Malezja - 1998 Chiny - 2000 Rosja - 2001 Grecja - 2001 Izrael - 2004 Portugalia - 2005 Turcja - 2006 Japonia - 2007 Rumunia |  | - 2008 Cypr - 2009 Irlandia - 2010 Dominikana - 2011 Tajlandia - 2011 Bułgaria - 2013 Litwa - 2013 Egipt - 2013 Katar - 2014 Jordania - 2014 Chorwacja - 2014 Indonezja - 2014 Korea Południowa |  | - 2016 Maroko - 2017 Serbia - 2018 Indie - 2018 Łotwa - 2018 Bahrajn - 2019 Estonia - 2021 Ukraina - 2021 Meksyk - 2021 Filipiny - 2021 Słowenia - 2022 Chile |  | - 2022 Oman - 2023 Kolumbia |

Mapa krajów ze sklepami IKEA:
aktualnie istniejące
planowane
dawne
brak sklepów

     aktualnie istniejące
     planowane
     dawne
     brak sklepów

### W Polsce
Szwedzka branża meblarska na początku lat 60. rozpoczęła bojkot przedsiębiorstwa za obniżanie cen. Wtedy to Ingvar Kamprad postanowił nawiązać współpracę z polskimi przedsiębiorstwami. Właściciel Ikea swoje pierwsze zamówienie w Polsce złożył w styczniu 1961 roku w Zakładach Mebli Giętych - przedsiębiorstwem państwowym Fameg w Radomsku i dotyczyło między innymi 500 sztuk krzeseł Ögla wytwarzanych z giętego drewna bukowego. Krzesło to cztery lata później w teście magazynu „Allt i Hemmet” zostało uznane za wizytówkę jakości przedsiębiorstwa. Jeszcze w tym samym roku Ingvar Kamprad wraz z projektantami mebli IKEA odwiedził targi poznańskie. W kolejnym roku zamówił w Famegu już 20 tys. sztuk tego typu krzeseł. Do roku 2010 wartość zamówień przedsiębiorstwa IKEA w Polsce wzrosła do około 6 mld zł.
19 września 1990 roku firma uruchomiła Start Shop przy ulicy Grażyny Bacewiczówny na warszawskich Stokłosach oferujący ograniczony skład mebli oraz dodatki. W 1992 roku zamieniła go na pierwszy pełny sklep firmy znajdujący się przy Alejach Jerozolimskich (przy skrzyżowaniu z ulicą Żelazną) w Warszawie, zaś w 1993 roku najstarszy obecnie działający sklep otworzono w podwarszawskich Jankach. Obecnie (rok 2025) Ikea posiada jedenaście sklepów pełnowymiarowych w Polsce, znajdują się w: Warszawie (Janki, Marki), Bydgoszczy, Gdańsku, Katowicach, Krakowie, Łodzi, Lublinie, Poznaniu, Szczecinie i Wrocławiu.
Poza sklepami IKEA posiada dwanaście punktów odbioru zamówień i planowania (głównie w największych miastach bez pełnoprawnego sklepu sieci) oraz dodatkowe punkty mobilne umożliwiające odbiór produktu z ciężarówek sieci w określonych godzinach.

## Krytyka
Z końcem 1997 szwedzka telewizja wyemitowała film o wykorzystywaniu pracy dzieci w zakładach produkujących dla IKEA w Wietnamie i na Filipinach. Przedsiębiorstwo nie zerwało jednak współpracy z tymi podmiotami argumentując, że w tych krajach prawo zezwala na takie praktyki. W katalogu produktów z 2001 r. przedsiębiorstwo napisało: „Praca dzieci w dzisiejszych czasach jest nie do zaakceptowania, choć w kilku krajach, gdzie odbywa się nasza produkcja jest rozpowszechniona”. Dietrich Garlichs, przewodniczący UNICEF Niemcy, stwierdził: „Tak, IKEA finansuje projekty UNICEF. Ale to nie oznacza automatycznie, że przy produkcji dla IKEA nie pracują dzieci”.
Johan Stenebo, były bliski współpracownik założyciela, napisał książkę pt. Sanningen om IKEA (Prawda o IKEA), w której zarzucił Ingvarowi Kampradowi m.in. pranie brudnych pieniędzy i rasizm.